# Zuzana Lednická
Zuzana Lednická (* 16. března 1974 Hradec Králové) je česká grafická designérka a výtvarnice.

## Životopis
Mezi lety 1989–1993 studovala na Střední uměleckoprůmyslové škole v Praze obor navrhování a technologie výroby hraček. V letech 1993–1998 pokračovala studiem grafického designu na Vysoké škole uměleckoprůmyslové v Praze u prof. Zdeňka Zieglera.
Už během studií začala v roce 1995 spolupracovat se Studiem Najbrt, které od roku 2002 spoluvlastní a spoluvede společně s Alešem Najbrtem. Od roku 2000 je členkou Typodesign Clubu. V roce 2006 spoluzaložila značku mojemoje, která vyrábí limitované edice tašek, porcelánu, snowboardů i doplňků pro děti, ale nabízejí i časopisy a plakáty.

## Tvorba
Věnuje se corporate designu firem a hotelů, kulturním projektům jako jsou filmové a divadelní plakáty, ale i výtvarné publikace a výstavní projekty. Je držitelkou mnoha ocenění za design – například i bronzové medaile ze soutěže o Nejkrásnější knihu světa roku 2012 za knihu Libuše Niklová. Vysoce ceněn je i její grafický design knih, jako jsou monografie Evy Fukové nebo Zdeňka Zieglera, Czech 100 Design Icons, ale i plakátů pro mnohá divadelní představení. Stejně výrazný je i její podíl na vizuálním stylu Mezinárodního filmového festivalu v Karlových Varech.

### Realizace (vyběr)
- Botanická zahrada Praha – spolu s Annou Divišovou vytvořila grafickou identitu společnosti a plakáty - organické logo je složené z rostlin, které návštěvník může v zahradě najít
- Hotel Josef – jednotný vizuální styl a orientační systém pro první design hotel ve střední Evropě, který navrhla architektka Eva Jiřičná
- La Degustation Bohême Bourgeoise – nový logotype michelinské restaurace
- Proměny – obal kultovního alba Čechomoru a Jaze Colemana
- Deník Dity P. – grafický design kuchařky (2012)[1]
- Zdeněk Ziegler – For Eyes Only – grafický design monografie (2012)[2]
- Libuše Niklová – Grafický design knihy (2013)[3]
- mojemoje – grafický design řady výrobků

## Výstavy
- Trienále plagátu (Trnava, 1997)
- Pohádkový svět komiksu (Olomouc, 2000)
- Tchéque in/Czech in (galerie Anatome, Paříž, 2002)
- Svět hvězd a iluzí – Český filmový plakát 20. století (Praha, Výstavní síň Mánes, 2003)
- e-a-t – experiment a typografie – současná česká a slovenská tvorba 1985–2004 (Brno a Praha)

## Ceny
- Nejkrásnější kniha světa roku 2012 – bronzová medaile ze soutěže za knihu o Libuši Niklové[4]